# Mocne uderzenie (film 2012)
Mocne uderzenie (ang. Here Comes the Boom) – amerykańska komedia z 2012 roku w reżyserii Franka Coraci i wyprodukowany przez Columbia Pictures.

## Opis fabuły
Szkoła, w której 40-letni Scott (Kevin James) uczy biologii, ma poważne problemy finansowe. Aby zapobiec zwolnieniu przyjaciela, mężczyzna chce wziąć udział w zawodach mieszanych sztuk walki. Jego determinacji nie osłabia nawet sprzeciw szkolnej pielęgniarki Belli (Salma Hayek).

## Obsada
- Kevin James as Scott Voss
- Henry Winkler jako Marty
- Salma Hayek jako Bella
- Bas Rutten jako Niko
- Gary Valentine jako Eric Voss
- Reggie Lee jako pan De La Cruz
- Greg Germann jako dyrektor Duke Becher
- Charice jako Malia De La Cruz
- Jason Miller jako „Lucky” Patrick Murray
- Mark Muñoz jako Romero
- Melissa Peterman[4] jako Lauren Voss
- Bruce Buffer jako on sam
- Krzysztof Soszyński jako Ken Dietrich
- Sam Sohmer jako on sam
- Mark DellaGrotte jako on sam[5]

i inni